# Głogów
Głogów ([ˈɡwɔɡuf]ⓘ, en alemán: Glogau, en checo: Hlohov; en español medieval llamada Glogovia) es una ciudad del sudoeste de Polonia. Pertenece al condado de Głogów, en la voivodia de la Baja Silesia desde 1999, ya que antes (1975-1998) formó parte de la voivodia de Legnica. Es la sexta ciudad más poblada de la voivodia de la Baja Silesia. El nombre de la ciudad procede de la raíz eslava głóg 'espino'.
Głogów consta de los siguientes distritos residenciales: Brzostów, Chrobry, Hutnik, Kopernik, Kościuszki, Ostrów Tumski (Isla de la Catedral), Paulinów, Piastów Śląskich, Przemysłowe, Słoneczne, Stare Miasto (Ciudad Vieja), Śródmieście, Żarków. Dos pueblos, Biechów y Wróblin Głogówski, que están también dentro de los límites administrativos de Głogów.

## Historia

### Piastas
El primer registro histórico conocido aparece en las crónicas de Tietmaro de Merseburgo en el año 1010, después de que las tropas del rey germánico Enrique II atacaran en el conflicto sobre la Marca de Lusacia a las del duque polaco Boleslao I el Bravo y sitiaran Glogua el 9 de agosto de 1017 sin resultados. El año siguiente Enrique y Boleslao acordaron la Paz de Bautzen.
En 1109 el rey Enrique V intervino en la lucha entre los duques Piastas Boleslao III el Bocatorcida y Zbigniew. Sitió la ciudad, pero no pudo vencer a las tropas polacas en la batalla de Głogów. En 1157 la ciudad cayó en manos del emperador Federico I Barbarroja, que invadió tierras silesias en ayuda del duque Vladislao II el Desterrado y sus hijos.
En 1180, durante el mandato de Conrado, hijo menor de Vladislao II, Głogów fue reconstruida para convertirse en la capital de su principado, que volvió a pasar al Ducado de Silesia tras su muerte alrededor del año 1190. En 1251, durante la fragmentación que se produjo en tiempos del duque Boleslao II el Calvo y su hermano menor, se estableció el Ducado de Głogów, cuyo duque fue Conrado I de Silesia-Głogów. Dos años después otorgó a la ciudad el derecho de Magdeburgo. Al igual que muchos de los ducados de Silesia, Głogów también cayó en manos de Juan I de Bohemia en 1329.
En 1504 el linaje de los Piastas silesios se extinguió con la muerte de Juan II el Loco. Las crueles medidas de Juan provocaron la resistencia de los ciudadanos de Głogów, y en 1488 las tropas de Matías Corvino, rey de Hungría y Croacia y Bohemia, se presentaron en las puertas de la ciudad y expulsaron al duque. Entre 1491 y 1506 Juan Alberto y Segismundo, futuros reyes de Polonia, gobernaron la ciudad.

### Austria y Prusia
La casa de Habsburgo heredó la ciudad como par de las tierras de la Corona Bohemia en Silesia, y en 1526 se incorporaron a la Monarquía Habsburgo. Durante la guerra de los Treinta Años, Głogów fue fortificada. Fue conquistada por los protestantes en 1632 y reconquistada por tropas imperiales en 1633, caería en manos de Suecia en 1642 y volvería a los Habsburgo en 1648.
Głogów siguió formando parte de la Corona Austriaca de Bohemia hasta el fin de la primera guerra de Silesia. En marzo de 1741 fue capturada en un ataque del ejército prusiano dirigido por el general Leopoldo II, príncipe de Anhalt-Dessau, y al igual que la mayoría de Silesia pasó a formar parte del reino de Prusia con Federico. La ciudad se llamó entonces Groß-Glogau (Gran Glogovia) para distinguirla de Oberglogau (Alta Glogovia, la actual Głogówek, en la Alta Silesia).
Durante las guerras napoleónicas, las tropas polacas del general Jan Henryk Dąbrowski se estacionaron en Głogów, ciudad por donde pasó tres veces Napoleón Bonaparte. Głogów fue tomada por los franceses tras la batalla de Jena de 1806. La ciudad, con una guarnición de nueve mil soldados franceses, fue sitiada entre 1813 y 1814 por la liga de países que luchaban contra Francia; en el momento en que sus defensores se rindieron el 10 de abril de 1814, solo quedaban vivos mil ochocientos.
Debido a que ser una fortaleza había impedido su desarrollo urbano, sus ciudadanos intentaron durante el siglo xix que su estatus se modificara. Las fortificaciones se derruyeron al este en 1873 y se eliminaron en 1902, lo que permitió la expansión de la ciudad. En 1939 Głogów tenía 33 000 habitantes, la gran mayoría de ellos alemanes.

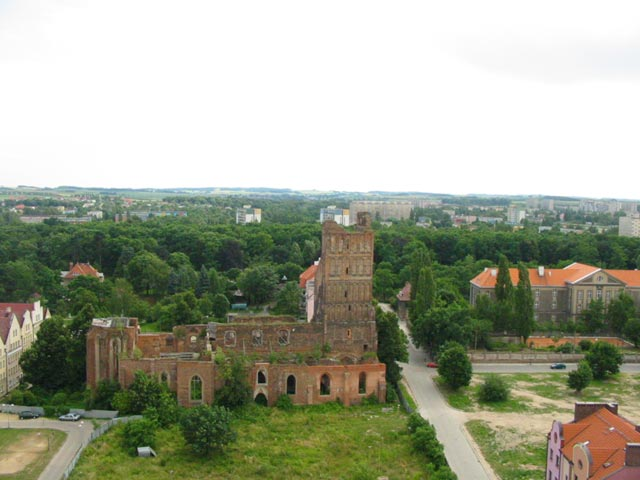
Ruinas de la iglesia de San Nicolás

### Segunda Guerra Mundial y posguerra
Durante la Segunda Guerra Mundial el Gobierno nazi convirtió la ciudad en una fortaleza. Głogów fue sitiada por el Ejército Rojo durante seis semanas y el 95 % de la ciudad fue destruido. Tras la Conferencia de Yalta la ciudad, como la mayoría de la Baja Silesia, fue entregada a Polonia y sus habitantes alemanes fueron expulsados. En mayo de 1945 comenzaron a llegar los primeros polacos a la ciudad, que pasó a llamarse Głogów, donde solo encontraron ruinas; a día de hoy la reconstrucción aún no se ha completado. Solo en 1967 la ciudad empezó a experimentar un cierto desarrollo tras la construcción de una fundición de cobre, que es aún la mayor empresa industrial de la ciudad.
Entre 1945 y 1950 Głogów formó parte de la provincia o voivodia de Wrocław (Breslavia), y en 1950 pasó a formar parte de la recién creada provincia de Zielona Góra. Entre 1975 y 1998 perteneció a la provincia de Legnica y, tras la reforma administrativa de 1999, se la incluyó en la provincia de Baja Silesia.

## Arquitectura
- Ayuntamiento

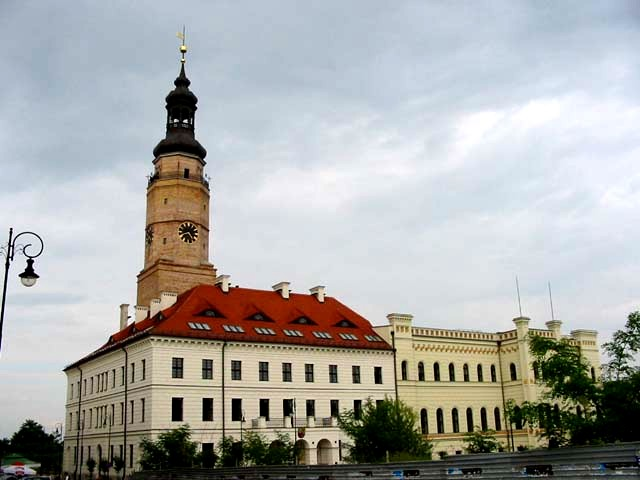
Ayuntamiento

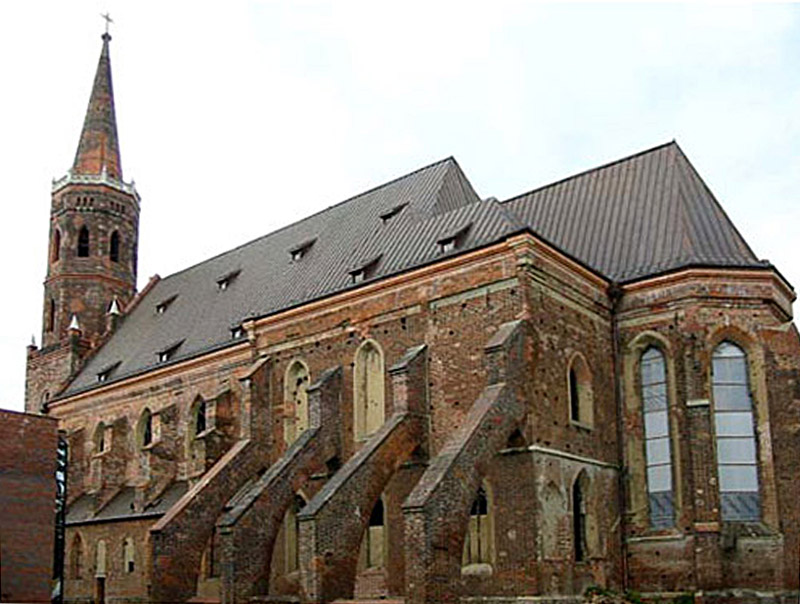
Colegiata

- Castillo de los duques de Głogów (sede del museo arqueológico)
- Iglesia barroca del Corpus Christi
- Iglesia de san Lorenzo (siglo XVI)
- Iglesia gótica de san Nicolás (en ruinas)
- Colegiata de la Asunción de la Santísima Virgen María en Głogów
- Colegiata gótica
- Teatro Andreas Gryphius (en ruinas)
- Secciones de las murallas medievales
- Foso del siglo XVII
- Torre de artillería del siglo XIX
- Chimenea de 221 metros de altura perteneciente a una antigua central eléctrica